# Monolepta miyamotoi
Monolepta miyamotoi es una especie de insecto coleóptero de la familia Chrysomelidae.
Fue descrita científicamente en 1965 por Kimoto.